# Tigranes V av Armenien
Tigranes V av Armenien, död 36 e.Kr., var regerande kung av Armenien mellan 6 och 12 f.Kr. 